# Leichtathletik-Europameisterschaften 1950/Hochsprung der Frauen

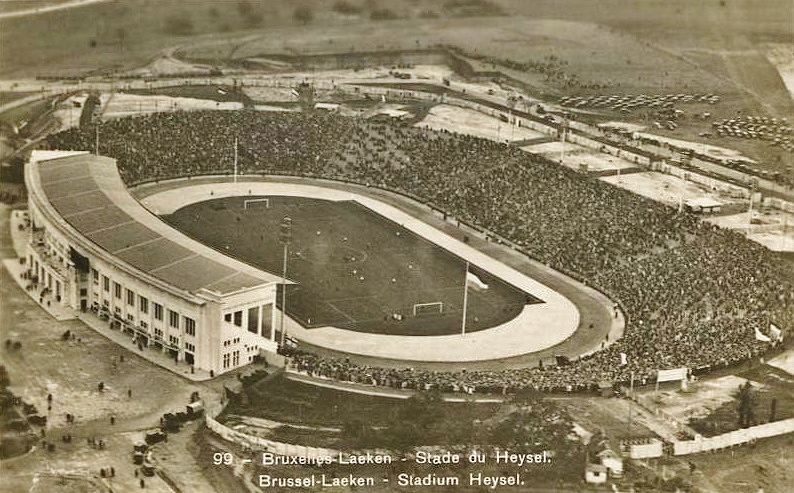
Das Brüsseler Heysel-Stadion in einer Luftaufnahme von 1935

Der Hochsprung der Frauen bei den Leichtathletik-Europameisterschaften 1950 wurde am 26. August 1950 im Heysel-Stadion der belgischen Hauptstadt Brüssel ausgetragen.
In diesem Wettbewerb gab es einen britischen Doppelsieg. Europameisterin wurde Sheila Alexander. Sie gewann vor der Olympiazweiten von 1936 – damals unter ihrem Namen Dorothy Odam – und 1948 Dorothy Tyler. Bronze ging an Galina Ganeker aus der Sowjetunion.

## Bestehende Rekorde
| Weltrekord   | 1,71 m | Fanny Blankers-Koen     | Amsterdam, Niederlande                         | 30. Mai 1943       |
| Europarekord | 1,71 m | Fanny Blankers-Koen     | Amsterdam, Niederlande                         | 30. Mai 1943       |
| EM-Rekord    | 1,64 m | Ibolya Csák             | EM in Wien, Deutsches Reich (heute Österreich) | 18. September 1938 |
| EM-Rekord    | 1,64 m | Nelly van Balen-Blanken | EM in Wien, Deutsches Reich (heute Österreich) | 18. September 1938 |
| EM-Rekord    | 1,64 m | Feodora zu Solms        | EM in Wien, Deutsches Reich (heute Österreich) | 18. September 1938 |

Der seit den ersten Europameisterschaften für Frauen im Jahr 1938 bestehende EM-Rekord blieb auch bei diesen Europameisterschaften unangetastet. Die britische Europameisterin Sheila Alexander blieb mit 1,63 m allerdings nur einen Zentimeter unter diesem Rekord. Zum Europa-, gleichzeitig Weltrekord, fehlten ihr acht Zentimeter.

## Finale

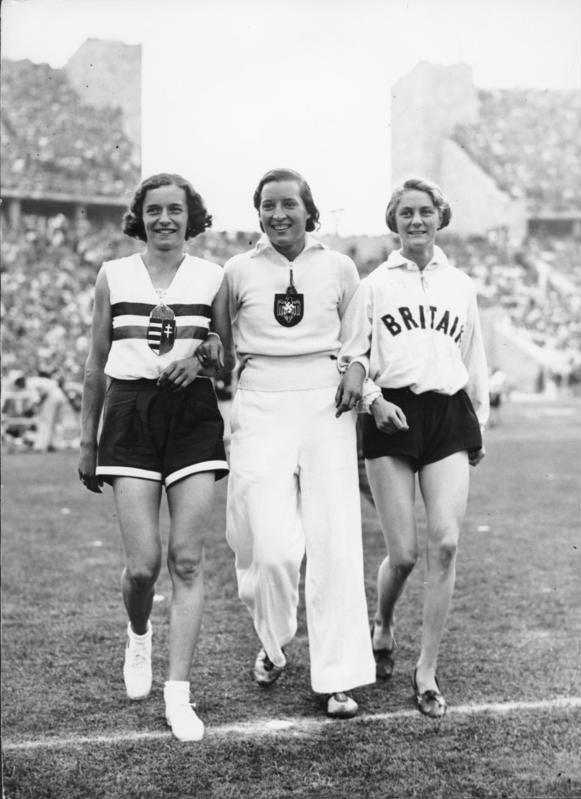
Vizeeuropameisterin Dorothy Tyler (rechts) nach ihrer Silbermedaille bei den Olympischen Spielen 1936 zusammen mit Elfriede Kaun (links) und Olympiasiegerin Ibolya Csák
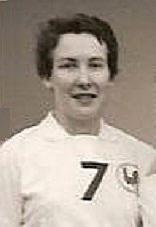
Titelverteidigerin Anne-Marie Colchen erreichte diesmal mit einer um zehn Zentimeter geringeren Höhe als vor vier Jahren den sechsten Platz

26. August 1950
Die zehn Teilnehmerinnen traten gemeinsam zum Finale an
| Platz | Name               | Nation         | Höhe (m) |
| ----- | ------------------ | -------------- | -------- |
| 1     | Sheila Alexander   | Großbritannien | 1,63     |
| 2     | Dorothy Tyler      | Großbritannien | 1,63     |
| 3     | Galina Ganeker     | Sowjetunion    | 1,63     |
| 4     | Anne Knudsen       | Dänemark       | 1,60     |
| 5     | Bertha Crowther    | Großbritannien | 1,55     |
| 6     | Anne-Marie Colchen | Frankreich     | 1,50     |
| 7     | Simone Peironne    | Frankreich     | 1,50     |
| 8     | Berta Sablatnig    | Italien        | 1,45     |
| 9     | Jozefa Dierick     | Belgien        | 1,40     |
| 9     | Anita Roussel      | Frankreich     | 1,40     |